# La Peau d'une autre
 (novembre 2018).
Si vous disposez d'ouvrages ou d'articles de référence ou si vous connaissez des sites web de qualité traitant du thème abordé ici, merci de compléter l'article en donnant les références utiles à sa vérifiabilité et en les liant à la section « Notes et références ».
Pour les articles homonymes, voir La Peau d'un autre.
Singles de Eddy Mitchell
Vieille Canaille
Manque de toi
(1986) M'man
(1987)
La Peau d'une autre est une des chansons-tubes de l'album Mitchell de 1987, et un 45 tours du rockeur-crooner parolier Eddy Mitchell, du label Polydor,.

## Historique

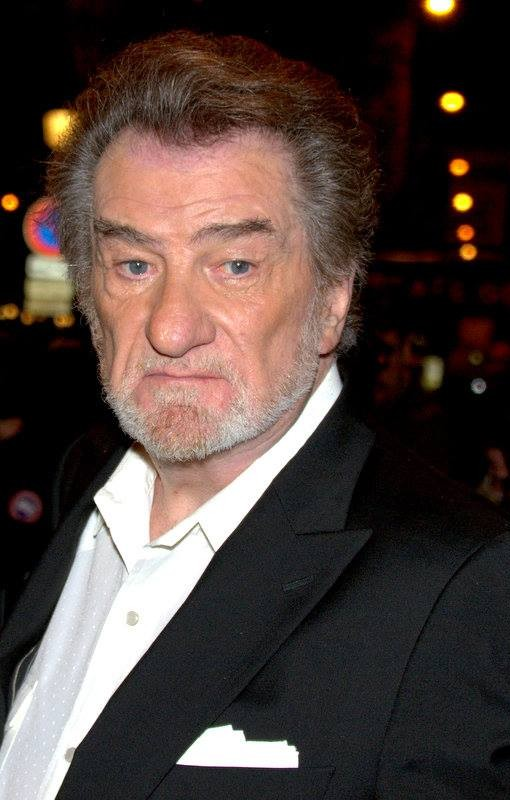
Eddy Mitchell en 2014.

Dans les années 1980, le rockeur Eddy Mitchell (né en 1942) joue avec succès les crooners de ballade blues rock avec, entre autres, ses albums et nombreux tubes Happy Birthday (1980), Le Cimetière des éléphants (1982), Eddy Paris Mitchell (1986), Mitchell (1987), M'man (1988)... Il poursuit également sa carrière rock 'n' roll avec des titres comme Nashville ou Belleville (1984), Ku Klux Klan (1986), ou Lèche-bottes blues (1989). Durant cette période, le chanteur se produit à plusieurs reprises à Paris (à l'Olympia, au Casino de Paris, au Zénith, à Bercy...) et en tournées à travers la France. Il présente également, entre 1982 et 1998, son émission de télévision hebdomadaire à succès La Dernière Séance, d'anciens films culte du cinéma américain.
Eddy Mitchell est l'auteur des paroles sombres de cette chanson de blues rock composée par Patrick Lemaître, sur les thèmes de l'amour, de la misère, de la prostitution et du proxénétisme. Sur les photos de la pochette du 45 tours, du photographe Tony Frank, Eddy (surnommé Schmoll, Small, avec l'accent français) fume le cigare et joue au billard français avec une call-girl et des proxénètes.
L'album Mitchell est enregistré à Nashville dans le Tennessee aux États-Unis (considérée historiquement comme « le berceau du blues »). Cette chanson-tube fait partie des plus importants succès de sa longue carrière, intégré à de nombreuses compilations ultérieures, dont Tout Eddy de 1995.

## Liste des titres
| No | Titre                      | Auteur                                          | Durée |
| -- | -------------------------- | ----------------------------------------------- | ----- |
| 1. | La Peau d'une autre        | Eddy Mitchell, Patrick Lemaître, Michel Gaucher | 3:30  |
| 2. | Le Fils de Jerry Lee Lewis | Eddy Mitchell et Michel Jonasz                  | 2:39  |